# Longitudinal Sur
El Ferrocarril Longitudinal Sur (también conocida como Red Central o Ferrocarril del Sur) es una de las dos redes centrales de ferrocarriles existentes en Chile. Esta se distribuye desde la ciudad de Santiago de Chile hacia Valparaíso y Puerto Montt. tiene una extensión de 1067 kilómetros, extendiéndose a lo largo del centro y sur del país. Esta red fue en su momento el eje principal en el transporte de carga y pasajeros de Chile. Su construcción comenzó a ser pensada en 1852, pero el inicio de las obras comenzó en 1855; el ferrocarril fue construido en muchas etapas, interconectando vías férreas ya presentes en algunas secciones del sur y desprendiendo muchos ramales perpendiculares a su distribución. La línea estuvo totalmente operativa en 1913.
Esta línea, en su largo desarrollo de 1080 kilómetros, pasa por casi todas las capitales de las provincias que atraviesa, o sea, por las ciudades de Santiago, Rancagua, San Fernando, Curicó, Talca, Linares, Chillán, Temuco y Puerto Montt, además de conectar a Cauquenes, Concepción, Los Ángeles y Valdivia por medio de ramales.
Está conformada por una trocha ancha de 1676 mm, exceptuando algunos ramales que se desprenden del troncal.

## Historia

### SigloXIX
La concepción de construir una vía férrea de Santiago al sur corresponde al año 1852, pero solo comenzó a formalizarse en 1855 con la conformación de una sociedad anónima, denominada Ferrocarril del Sur.
En el mismo año y por ley del 24 de agosto de 1855, el gobierno estaba autorizado a invertir $1 000 000 en acciones de la compañía mencionada anteriormente, cuyo capital original era de solo $3 000 000 y que aumentó a $4 756 000 en 1856. En septiembre de 1857 Manuel Montt inauguró la línea hasta la estación San Bernardo; dos años después la locomotora hacía su entrada triunfal en l estación Rancagua, en septiembre de 1861 llegaba a Requinoa, en abril de 1862 a Pelequén, a fines del mismo año a Estación San Fernando y en 1868 a Curicó. Se habían construido así 185 km en dos años, con un costo de $6 700 000.
Junto con el tramo que se origina en Santiago, también se había iniciado la construcción de otros 100 km más al sur, o sea, el tramo entre Chillán y San Rosendo, y las de los ramales de San Rosendo a Talcahuano y San Fernando a Palmilla que habían sido autorizados por ley de 1869, terminados en 1872 y contratados por Juan Slater. Ese mismo año, Slater contrató la construcción del tramo de 213 km que había quedado al norte, entre Curicó y Chillán como, asimismo, los ramales de San Rosendo a Angol y el ramal hacia Los Ángeles.
Todas estas secciones del Longitudinal, que con sus ramales ascendían a 655 km, habían sido construidas por el gobierno, excepto la sección entre Santiago y Curicó que pertenecía a una corporación, en la cual el Estado era un simple accionista, pero por ley de 1873 quedó este autorizado para comprar las acciones de los particulares, quedando así como dueño único de toda la línea y conformando en 1884 la Empresa de los Ferrocarriles del Estado.
En conformidad al programa formado por el gobierno, el Ferrocarril Longitudinal debería haber seguido al sur por Angol, pero estudios posteriores de una
comisión de ingenieros, presidida por Víctor Aurelio Lastarria, cambió de dirección tomando la ruta actual desde estación Victoria y dejando la sección Renaico-Angol como un simple ramal, que luego se extendió a Traiguén Resuelto el cambio de trazado, durante 1884 se iniciaron los trabajos del tramo de Renaico a Victoria y la prolongación del ramal Angol-Traiguén terminados en 1890.
En febrero de 1888 llegó la locomotora a Collipulli y en octubre de 1890 a Victoria, año en que José Manuel Balmaceda inauguró el viaducto del Malleco, ubicado al sur de la estación Collipulli.
Durante la administración de José Manuel Balmaceda se contrató a The North and South American Construction Company, la cual logró la construcción de aproximadamente 1000 kilómetros de vías principales y ramales. Sin embargo, en este periodo ocurrieron problemas de solvencia fiscal y la guerra civil de 1891. Entre esos ferrocarriles pertenecían al Longitudinal los tramos de 93 km de Victoria a Pitrufquén, 119 km de Antilhue a Osorno en la sección sur. En la primera de estas líneas la locomotora llegó hasta Temuco en enero de 1893 y en noviembre de 1898 a Pitrufquén y la segunda, iniciada desde Osorno al norte, quedó terminada en diciembre de 1895 hasta estación Pichi-Ropulli y en mayo de 1902 hasta Antilhue. El tramo de 114 km de Pitrufquén a Antilhue que quedaba entre ellas, fue contratado posteriormente y vino a ser terminado en septiembre de 1907.

### SigloXX
En junio de 1907 se inició la construcción del tramo austral de 126 km que median entre Osorno y Puerto Montt. La línea fue inaugurada el 15 de octubre de 1911, y el servicio de pasajeros Osorno-Puerto Montt se inició el 28 de julio del año siguiente.
El 12 de enero de 1955 fue inaugurada la doble vía férrea entre Pelequén y San Fernando.
Los terremotos ocurridos el 21 y 22 de mayo de 1960 generaron importantes daños en la línea longitudinal sur y sus ramales: la vía troncal se vio interrumpida desde San Rosendo al sur, recuperando el servicio hasta Temuco el día 23 luego de reparar más de 370 km de vías en menos de 48 horas. El 31 de mayo el servicio fue restablecido hasta Mariquina tras la recuperación de 115 km de la vía troncal y la reconstrucción de terraplenes entre Quitratúe y Lastarria, y entre Afquintué y Loncoche; también fue necesario instalar un tramo de puente provisorio en el acceso al puente ferroviario Toltén, y se centraron las vigas que se habían desplazado en el puente Donguil, ubicado entre las estaciones Gorbea y Quitratúe. El 15 de septiembre fue restablecido el servicio hasta Puerto Montt, mientras que el servicio en el ramal Antilhue-Valdivia fue reabierto el 27 de octubre del mismo año. Los edificios principales de la línea Longitudinal Sur totalmente destruidos por los sismos correspondían a las estaciones Santa Fe, Ercilla, Inspector Fernández, Temuco, Reumén, Paillaco, Chahuilco, Casma, Los Pellines, Llanquihue y Puerto Montt. En cuanto a los puentes mayores, resultaron dañados en un 100% El Parrón, El Roble y Las Huachas, y los puentes Chifín y Maullín resultaron con daños en un 80%.
La electrificación de la vía férrea entre Santiago y Temuco estuvo proyectada desde la década de 1950, y el 9 de octubre de 1957 fue firmado el contrato entre la Empresa de los Ferrocarriles del Estado y el grupo Aziende Italiane para llevar a cabo dichas obras, las que se realizaron por etapas, siendo inaugurada la primera de ellas —entre las estaciones Alameda y Graneros— el 1 de septiembre de 1964, mientras que el 22 de julio de 1966 fue inaugurado el tramo electrificado hasta Talca, el 2 de noviembre del mismo año entró en servicio el tramo entre Talca y Longaví, el 10 de marzo de 1967 fue abierto el tramo hasta Chillán, y en agosto de 1970 fue inaugurado el tramo entre Chillán y Laja. El último tramo electrificado, entre San Rosendo y Temuco, fue inaugurado en 1986.

## Infraestructura

### Estaciones
Las estaciones del Ferrocarril Longitudinal Sur representan una historia mixta de desarrollo y declive en diversas partes del sistema ferroviario de la zona centro sur del país. Algunas estaciones mantienen aún un uso activo en el sistema de transporte público y de carga, mientras que otras secciones del longitudinal se encuentran sin servicios de pasajeros desde hace décadas.

#### Región Metropolitana
La Estación Central de Santiago, inaugurada el 15 de septiembre de 1857, es el principal nodo de operaciones que sirve como punto de partida del Ferrocarril Longitudinal Sur. Otras estaciones significativas en la región incluyen Lo Valledor (intermodal con la estación del metro de Santiago con el mismo nombre), Pedro Aguirre Cerda y San Bernardo, todas en funcionamiento y proporcionando servicios como el Tren Nos-Estación Central.

#### Región del Libertador General Bernardo O'Higgins
Esta región cuenta con estaciones como Rancagua y San Fernando, inauguradas en 1859 y 1862 respectivamente, que siguen en operación con el servicio Tren Rancagua-Estación Central y Tren Chillán-Estación Central. Estaciones como Angostura y Gultro, sin embargo, han cesado operaciones en torno a la mitad del siglo XX.

#### Región del Maule
En la Región del Maule, la estación Curicó, abierta en diciembre de 1866, sigue prestando servicios de pasajeros, mientras que estaciones como Quinta han sido clausuradas. La estación de Talca, una de las más importantes en la región, fue inaugurada el 15 de septiembre de 1875 y permanece activa. Actualmente la región tiene los servicios Tren Chillán-Estación Central, y el Tren Talca-Constitución que recorre el ramal del mismo nombre.

#### Región de Ñuble
La estación Chillán, que data de 1874, es una estación clave aún en operación, mientras que otras en la región, como Ñiquen y Buli, no prestan servicios de pasajeros desde hace décadas. Esta región posee los servicios Tren Chillán-Estación Central y Tren Parral-Chillán.

#### Región del Biobío
Estaciones como Laja, construida en 1876, mantienen sus operaciones, contribuyendo al transporte regional, mientras que otras como Monte Águila y Santa Fe cerraron sus operaciones en los primeros años del siglo XXI. Aunque existió en 2006 el trabajo de operaciones con el «Servicio Talcahuano-Renaico», el único servicio activo continuo en el tramo del Longitudinal Sur en la región es el Tren Talcahuano-Laja.

#### Región de La Araucanía
Estaciones como Renaico, Mininco y Collipulli, inauguradas a finales del siglo XIX, cerraron en la década de 1960, reflejando un patrón de reducción en el uso de servicios ferroviarios en algunas áreas del país. Sin embargo, estaciones como Victoria y Temuco continúan activas, prestando los servicios Tren Victoria-Temuco y Tren Temuco-Pitrufquén.

#### Región de Los Ríos
La región de Los Ríos cuenta con varias estaciones que delinean la historia del transporte en tren en esta zona. Entre las más relevantes se encuentran la Estación de Lanco, abierta en 1903 y clausurada en 2006, la estación de Mariquina y la estación de Máfil, ambas inauguradas en 1905, la estación Antilhue, que es una de las más antiguas, abrió sus puertas en 1899 y cesó operaciones en 1992. No existe ningún servicio de pasajeros en estas vías.

#### Región de Los Lagos
La red ferroviaria en la Región de Los Lagos cuenta con estaciones con valor patrimonial, tales como la estación Osorno, modernizada en 1964 y operativa hasta 2007. La antigua estación de Osorno, con una historia que comienza en 1895 y finaliza en 1996, muestra la transición de la infraestructura ferroviaria a lo largo de los años. Otras estaciones, como Purranque y Llanquihue, inauguradas en las primeras décadas del siglo XX, fueron parte del paisaje hasta 2007. La estación La Paloma es la actual cabecera terminal de la red desde el 6 de diciembre de 2005. No existe ningún servicio de pasajeros en estas vías, aunque existe en agenda la creación del servicio Tren Llanquihue-Puerto Montt que tiene proyectado iniciar sus operaciones en 2024.

## Literatura adicional
- Thompson, Ian, ed. (2010). Monografía de las Líneas Férreas Fiscales. Biblioteca Fundamentos de la Construcción de Chile 77. Santiago de Chile: Cámara Chilena de la Construcción. Consultado el 3 de abril de 2020.
- Alliende Edwards, María Piedad (2001-01). «La Construcción de los Ferrocarriles en Chile 1850-1913». Revista Austral de Ciencias Sociales (5): 143-161. ISSN 0717-3202. doi:10.4206/rev.austral.cienc.soc.2001.n5-13. Consultado el 4 de abril de 2020.

## Nota y referencias

### Nota
1. ↑  Inauguración de la primera sección del ferrocarril entre las estaciones de Santiago y la de San Bernardo.
2. ↑  Inauguración de toda la red desde Santiago hasta Puerto Montt.
3. ↑  Véase la sección Estaciones para el número comprensivo de estaciones.